# Barbués
Barbués – gmina w Hiszpanii, w prowincji Huesca, w Aragonii, o powierzchni 19,59 km². W 2011 roku gmina liczyła 98 mieszkańców.